# ويليام وارد جونسون
ويليام وارد جونسون (بالإنجليزية: William Ward Johnson) هو محامي وسياسي أمريكي، ولد في 9 مارس 1892 في الولايات المتحدة، وتوفي في 8 يونيو 1963 في لونغ بيتش في الولايات المتحدة. حزبياً، نشط في الحزب الجمهوري. وقد انتخب عضو مجلس النواب الأمريكي.